# Gwiazdy zmienne typu SU Ursae Majoris
Gwiazdy zmienne typu SU Ursae Majoris (SU UMa) – grupa gwiazd zmiennych będących układami podwójnymi złożonymi z gwiazdy ciągu głównego i białego karła. Są one typem nowych karłowatych.
Gwiazdy typu SU Ursae Majoris charakteryzują się dwoma typami wybuchów:
- częste, lecz krótkie erupcje trwające kilka dni, a powtarzające się co 15 – 40 dni.
- rzadsze, tzw. superwybuchy (ang. superoutbursts), powtarzające się w okresach od pół roku do kilku lat i trwające zazwyczaj kilkanaście dni.

Superwybuchy są o około 1 wielkość gwiazdową jaśniejsze od zwykłych. Krótko po osiągnięciu maksimum superwybuchu powstają tzw. supergarby (ang. superhumps), czyli oscylacje na krzywej blasku, występujące z okresem dłuższym o 3 do 5% niż okres orbitalny składników układu.
Wśród gwiazd typu SU Ursae Majoris wyróżnia się niekiedy 2 podgrupy: gwiazdy typu ER Ursae Majoris oraz typu WZ Sagittae, które charakteryzują się odpowiednio bardzo krótkim i bardzo długim supercyklem (odstępem między kolejnymi superwybuchami).
Nazwa grupy pochodzi od ich przedstawiciela, gwiazdy SU Ursae Majoris w gwiazdozbiorze Wielkiej Niedźwiedzicy.